# باسم (اسم)
باسم هو اسم علم مذكر من أصل عربي، ومعناه هو الضاحك قليلًا من غير صوت.

## الأصل اللغوي
اسم باسم يرجع إلى أصل عربي، وهو مسمى ذكوري فقط، وهو يعنى رسم البسمة على الوجوه أو البسمة، أو يعني صاحب الوجه الهادئ، ويوجد من اسم باسم بعض الأسماء المشتقة مثل بسمة، ابتسام، باسمة.[بحاجة لمصدر]

## شخصيات تحمل الاسم
- باسم أمين (لاعب شطرنج مصري، 9 سبتمبر 1988 – )
- باسم المنتشري (لاعب كرة قدم سعودي، 18 سبتمبر 1990 – )
- باسم بن ناصر (لاعب كرة قدم تونسي، 9 أغسطس 1982[3] – )
- باسم عباس (لاعب كرة قدم عراقي، 1 يوليو 1982[4] – )
- باسم عطا الله (لاعب كرة قدم سعودي، 11 يوليو 1989 – )
- باسم علي (لاعب كرة قدم عراقي، 23 يناير 1995 – )
- باسم علي (لاعب كرة قدم مصري، 27 أكتوبر 1988[5] – )
- باسم فتحي (لاعب كرة قدم أردني، 1 أغسطس 1982 – )
- باسم قاسم (لاعب كرة قدم عراقي، 22 مارس 1959 – )
- باسم مرسي (لاعب كرة قدم مصري، 26 يوليو 1991 – )
- باسم يوسف (22 مارس 1974 – )
- باسم الكربلائي (11 نوفمبر 1966)
- باسم أبو داود
- باسم أبو سريه
- باسم الآغا
- باسم التميمي
- باسم الجسر
- باسم الحجيمي
- باسم الحب
- باسم الدلقموني
- باسم الربيعي
- باسم السبع
- باسم الشاب
- باسم الشريف
- باسم الطويسي
- باسم العريني
- باسم العلي
- باسم المالكي
- باسم النبريص
- باسم اليامي
- باسم اليوسف
- باسم بصيري
- باسم بلعة
- باسم بيلو
- باسم جاسم نور
- باسم حمد الدويري
- باسم حميدة
- باسم خشان
- باسم خفاجي
- باسم خليل السالم
- باسم خندقجي
- باسم خوري
- باسم درويش
- باسم سلطان التميمي
- باسم سمرة
- باسم صبري
- باسم عادل
- باسم عبد الأمير
- باسم عبد الحميد حمودي
- باسم عبد العزيز
- باسم عودة
- باسم عوض الله
- باسم عيد
- باسم عيسى
- باسم عيسى (ممثل)
- باسم فرات
- باسم فغالي
- باسم فليفل
- باسم قهار
- باسم قورقت
- باسم كامل
- باسم كامل (سياسي)
- باسم كريستو
- باسم مرمر
- باسم مغنية
- باسم نجم
- باسم نعيم
- باسم هوار
- باسم ياخور
- باسم يعقوب الحمر
- باسم يوسف (عميل أف بي أي)
- باسم يوسف شو

## وصلات خارجية
- موسوعة السلطان قابوس لأسماء العرب